# The Sword of Ali Baba
A Espada de Ali Babá (em inglês:  The Sword of Ali Baba) é um filme americano de Virgil W. Vogel lançado em 1965. O filme é estrelado por Peter Mann, Jocelyn Lane, Frank McGrath e Gavin MacLeod.
O filme foi uma reedição do clássico de 1944, Ali Babá e os Quarenta Ladrões.

## Sinopse
Recontado por Ali Babá, o líder dos quarenta ladrões e filho do califa de Bagdá, torna-se um homem. Não tendo esquecido sua amiga de infância Amara, ele decide encontrá-la. Esta última, porém, é prometida, por seu pai, a Khan. Este personagem cruel faz o povo sofrer ao mantê-lo sob seu jugo...

## Elenco
- Pedro Mann: Ali Babá
- Jocelyn Lane: Princesa Amara
- Frank McGrath: Pindar
- Gavin MacLeod: Hulagu Khan
- Frank Puglia: Cassim
- Pedro Whitney: Abu
- Greg Morris: Yusef
- Frank DeKova: Ali Babá velho
- Irene Tsu: Nalu
- Morgan Woodward: Capitão da guarda
- Paul Frees: O narrador